# Alexander Hammerstone
Alexander Rohde (nacido el 17 de enero de 1991) es un luchador profesional estadounidense, conocido por su nombre en el ring Alexander Hammerstone quien actualmente trabaja en Total Nonstop Action Wrestling. 
Rohde es una vez campeón mundial al haber conseguido el Campeón Mundial Peso Pesado de la MLW.
Rohde ha sido una vez Campeón Nacional Peso Abierto de la MLW.

## Carrera

### Primeros años (2013-2016)
Hammerstone es originaria de Phoenix, Arizona. Debutó en el circuito independiente de Arizona en 2013 con Championship Wrestling de Arizona (CWFA) y Arizona Wrestling Federation (AWF). En 2014, lucharía en Las Vegas por Paragon Pro Wrestling (PPW) y Future Stars of Wrestling (FSW) y West Coast Wrestling Connection (WCWC) en Oregon. Allí ganaría su primer campeonato, el WCWC Legacy Championship y lo seguiría con el Campeonato en Parejas de WCWC con Grappler 3 (como The Wrecking Crew). En 2015, Hammerstone tuvo una tryout con la compañía más grande del mundo, WWE. En abril de 2015, ganó el Campeonato en Parejas de PPW. En febrero de 2016 participaría en otra tryout de la WWE. Alrededor de este tiempo, también hizo un trabajo extra para la compañía, una vez apareciendo como el doble del cuerpo de Tyler Breeze.

### Circuito independiente (2016-2019)
Su siguiente área en la que luchó sería en California en 2016, donde apareció para Championship Wrestling de Hollywood y debutó con PCW Ultra. En 2017 ganó el Campeonato de FSW de Eli Drake. Durante los próximos dos años sostendría el Campeonato de FSW por más de 600 días combinados. Recibiría otra tryout de la WWE en 2017.
En 2018 comenzó a ser presionado en PCW Ultra, obteniendo victorias contra los luchadores veteranos Jeff Cobb, Brian Cage, Daga, Brody King, ACH y Timothy Thatcher. Luego lucharía por Ring Warriors donde fueron emitidos a nivel nacional durante su primera temporada. En enero de 2019, competiría en Impact Wrestling en un episodio de Impact! Xplosion, haciendo su debut para la promoción.

### Major League Wrestling (2019-2024)
En el 2 de febrero de 2019, Hammerstone debutó en Major League Wrestling (MLW). Esta sería su mayor empresa por la cual había aparecido. Su primer combate lo presentó en una lucha contra Ariel Domínguez. El 16 de marzo, MLW Fusion presentó a Hammerstone atacando a The New Era Hart Foundation y uniéndose al stable heel The Dynasty, con los otros miembros, incluidos Richard Holiday y Maxwell Jacob Friedman. Hammerstone luego derrotó a Brian Pillman Jr. en un siguiente episodio de Fusion.
Durante el fin de semana de WrestleMania 35, luchó en el segundo anual de MLW Battle Riot. Duraría hasta los últimos cuatro, la lucha finalmente fue ganado por L.A. Park. Hammerstone se anunció para el torneo que coronará al inaugural Campeón Nacional Peso Abierto de la MLW. En las semifinales del 11 de mayo, derrotó a Gringo Loco. El 1 de junio, Hammerstone derrotó a Brian Pillman Jr. en la final del torneo para convertirse en el primer Campeón Nacional Peso Abierto.
Hammerstone luego dijo que su contrato con MLW expiraba el 1 de enero de 2024 y que podría haber luchado en su último combate de MLW. 

### Pro Wrestling Noah (2019)
El 26 de julio de 2019, MLW anunció un acuerdo de trabajo con la promoción japonesa Pro Wrestling Noah, que incluiría un acuerdo de intercambio de talentos y colaboración de contenido entre las dos promociones, se anunció que Hammerstone representaría a MLW participando en el N1-Victory 2019, donde luchó en el Bloque A del 18 de agosto al 16 de septiembre. 

### TNA Wrestling (2024-presente)
Hammerstone hizo su debut en TNA el 13 de enero de 2024 en Hard To Kill en un combate contra Josh Alexander. 

## Campeonatos y logros
- Future Stars of Wrestling
  - FSW Heavyweight Championship (2 veces)
  - FSW Nevada State Championship (1 vez, actual)
  - FSW Tag Team Championship (1 vez, actual) - con Graves

- Lions Pride Sports
  - Lions Pride Sports 360 Championship (1 vez)

- Major League Wrestling
  - MLW World Heavyweight Championship (1 vez)
  - MLW National Openweight Championship (1 vez e inaugural)
  - Battle Riot (2021)

- Paragon Pro Wrestling
  - PPW Tag Team Championship (1 vez) - con Alex Chamberlain

- West Coast Pro Wrestling
  - WCPW Heavyweight Championship (1 vez)

- West Coast Wrestling Connection
  - WCWC Legacy Championship (1 vez)
  - WCWC Pacific Northwest Championship (2 veces)
  - WCWC Tag Team Championship (1 vez) – con The Grappler 3

- Pro Wrestling Illustrated
  - Situado en el Nº456 en los PWI 500 de 2016[15]
  - Situado en el Nº376 en los PWI 500 de 2019[16]
  - Situado en el Nº98 en los PWI 500 de 2020[17]
  - Situado en el Nº54 en los PWI 500 de 2021[18]
  - Situado en el Nº24 en los PWI 500 de 2022[19]
  - Situado en el Nº18 en los PWI 500 de 2023[20]